# Брайшон Неллум
Брайшон Неллум  (англ. Bryshon Nellum, 1 травня 1989) — американський легкоатлет, олімпійський медаліст.

## Виступи на Олімпіадах
| Олімпіада   | Дисципліна              | Місце     |
| ----------- | ----------------------- | --------- |
| Лондон 2012 | біг на 400 метрів       | 3 h3 r2/3 |
| Лондон 2012 | естафета 4 x 400 метрів | 2         |